# Европейско наводнение (2002)
През август 2002 г. голямо наводнение, причинено от едноседмични продължителни силни дъждове, изливащи се в Европа, убива десетки и оставя хиляди хора без домове. Нанесени са щети за милиарди евро в Австрия, Германия, Италия, Полша, Румъния, Русия, Словакия, Унгария, Хърватия, Чехия.

## Развитие
Наводнението започва със силни дъждове в Източните Алпи, които довеждат до наводнения в Северна Италия, Бавария и австрийските провинции Залцбург и Горна Австрия. То постепенно се измества на изток по протежението на река Дунав. Щетите обаче, нанесени по бреговете и крайдунавските градове, не са големи. Това се дължи на добрите системи за борба с природните бедствия - например във Виена няма никакви последици от бедствието.
Когато дъждовете се пренасят на североизток до водоеми като реките Елба и Вълтава, резултатите са катастрофални в някои австрийски области (като Валдфиртел), по-късно и в Чехия, както и в германските провинции Тюрингия и Саксония. Дъждовете сменят посоката си в неочаквани посоки и обхващат населените места, неподготвени за бедствието. Няколко селища в Бохемия, Тюрингия и Саксония са разрушени от прииждащите реки.
Най-големите градовеа, пострадали от наводнението, са Дрезден и Прага, в които старите части са залети от придошлата вода. Това е пагубно за много сгради с историческо значение. Сериозно е пострадало и метрото в Прага. От близо 60-километровата система, над 18 км. тунели и още толкова станции биват напълно наводнени. Движението на метрото е напълно възстановено едва през април 2003г., а щетите от наводнението се отстраняват постепенно години след потопа.